# کللیا روندینلا
کللیا روندینلا (ایتالیایی: Clelia Rondinella؛ زادهٔ ۶ آوریل ۱۹۶۳) بازیگر اهل ایتالیا است.
از فیلم‌هایی که وی در آن‌ها نقش داشته است، می‌توان به زن ونیزی، سه ایتالیایی در ریو و ستاره‌ساز اشاره نمود.